# Sens
Sens is een stad in het Franse departement Yonne in het uiterste noordwesten van de regio Bourgondië. De gemeente telde 27.275 inwoners op 1 januari 2022. Het is de onderprefectuur van het arrondissement Sens. Sens ligt aan de rivier de Yonne, bij de samenvloeiing met de Vanne, en is een stad met een zeer lange geschiedenis. De stad is bekend om zijn kathedraal, de oudste kathedraal in gotische stijl. De inwoners van Sens heten in het Frans Sénonais, evenals de omliggende streek, de Sénonais.

## Geschiedenis
Sens is genoemd naar de Keltische Senonen, die deze streek aan het begin van de jaartelling bewoonden. Brennus was hoofdman van de Senonen, die Rome in 386 v.Chr. innamen. Bij de verovering van Gallië legerde Julius Caesar zes legioenen in de buurt van Sens voorafgaand aan het Beleg van Alesia in 53 v.Chr. De Romeinen bouwden hier op de rechteroever van de Yonne tussen 40 en 50 de stad Agedincum Senonum, met thermen, een amfitheater en een aquaduct. Dit aquaduct van 14,5 km voerde water aan uit verschillende bronnen in de vallei van de Vanne. rond 270 werden stadsmuren gebouwd om de stad met een oppervlakte van ongeveer 40 ha te beschermen tegen barbaarse invallen. Deze stadsmuren waren bijna drie km lang en werden gebouwd met materialen van afgebroken Gallo-Romeinse gebouwen. Sens was de hoofdstad van de Romeinse provincie Maxima Senonia of Gallia Lugdunensis IV.

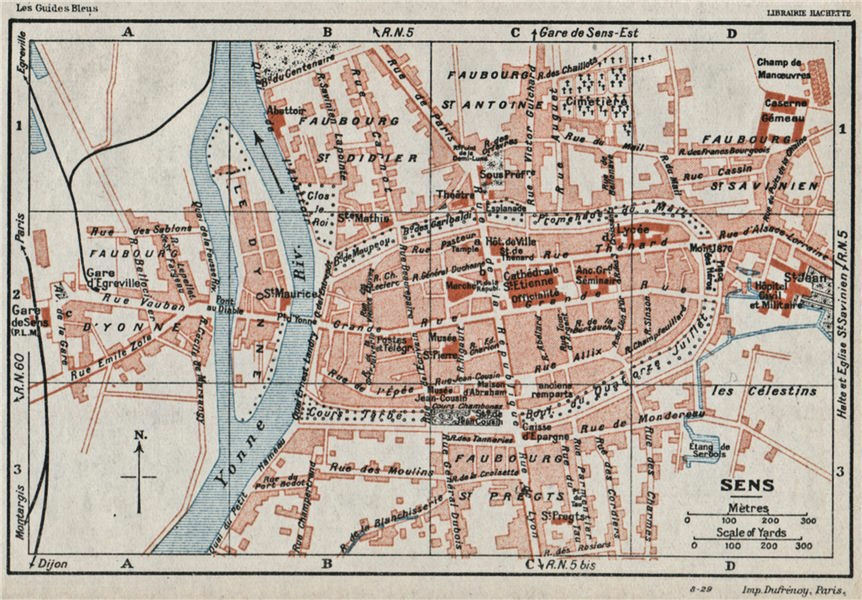
Stadsplan uit 1930

Tevens werd in de 3e eeuw het bisdom Sens gesticht dat later een aartsbisdom werd en waaraan een bisdom als Parijs tot 1622 ondergeschikt (suffragaan) zou blijven. Het Hôtel de Sens in Parijs herinnert aan de aanwezigheid van de aartsbisschoppen van Sens in de Franse hoofdstad.
In 886 werd Sens gedurende zes maanden belegerd door de Vikingen. Die plunderden de nabijgelegen Abdij Sainte-Colombe, gesticht in 620.

De bouw van de huidige kathedraal van Sens begon na 1130. In de 13e eeuw was Sens de verblijfplaats van paus Alexander III en Thomas Becket. Lodewijk IX trad in 1234 te Sens in het huwelijk met Margaretha van Provence, de oudste dochter van graaf Raymond Berengar V van Provence.
Op 12 april 1562 werden tachtig hugenoten gedood in Sens en hun huizen werden in brand gestoken. In 1567 belegerden de hugenoten de stad maar hun aanval kon worden afgeslagen.
Na de Franse Revolutie werd het aartsbisdom Sens vervangen door een constitutioneel bisdom Yonne. Dit werd afgeschaft door het Concordaat van 1801. Pas in 1822 werd een bisdom Sens-Auxerre opgericht. In februari 1814 werd Sens, dat verdedigd werd door Jacques Alexandre Allix de Vaux, belegerd door een geallieerd leger. Tussen 21 en 23 januari 1910 werd de stad getroffen door een overstroming van de Yonne.

## Bezienswaardigheden
- Kathedraal Saint-Etienne
- Bisschoppelijk paleis, gebouwd op de grondvesten van een thermengebouw uit de 4e eeuw. Het herbergt het museum van Sens, met drie collecties: de kerkschatten, een Gallo-Romeinse collectie en de collectie Marrey.
- Kerk Saint-Maurice (12e eeuw) op het eiland in de Yonne
- Overdekte markt uit 1882 (gerestaureerd in 2015)
- Maison d'Abraham, een vakwerkhuis uit de 16e eeuw

### Galerij

De kathedraal Saint-Etienne met rechts het synodaal paleis
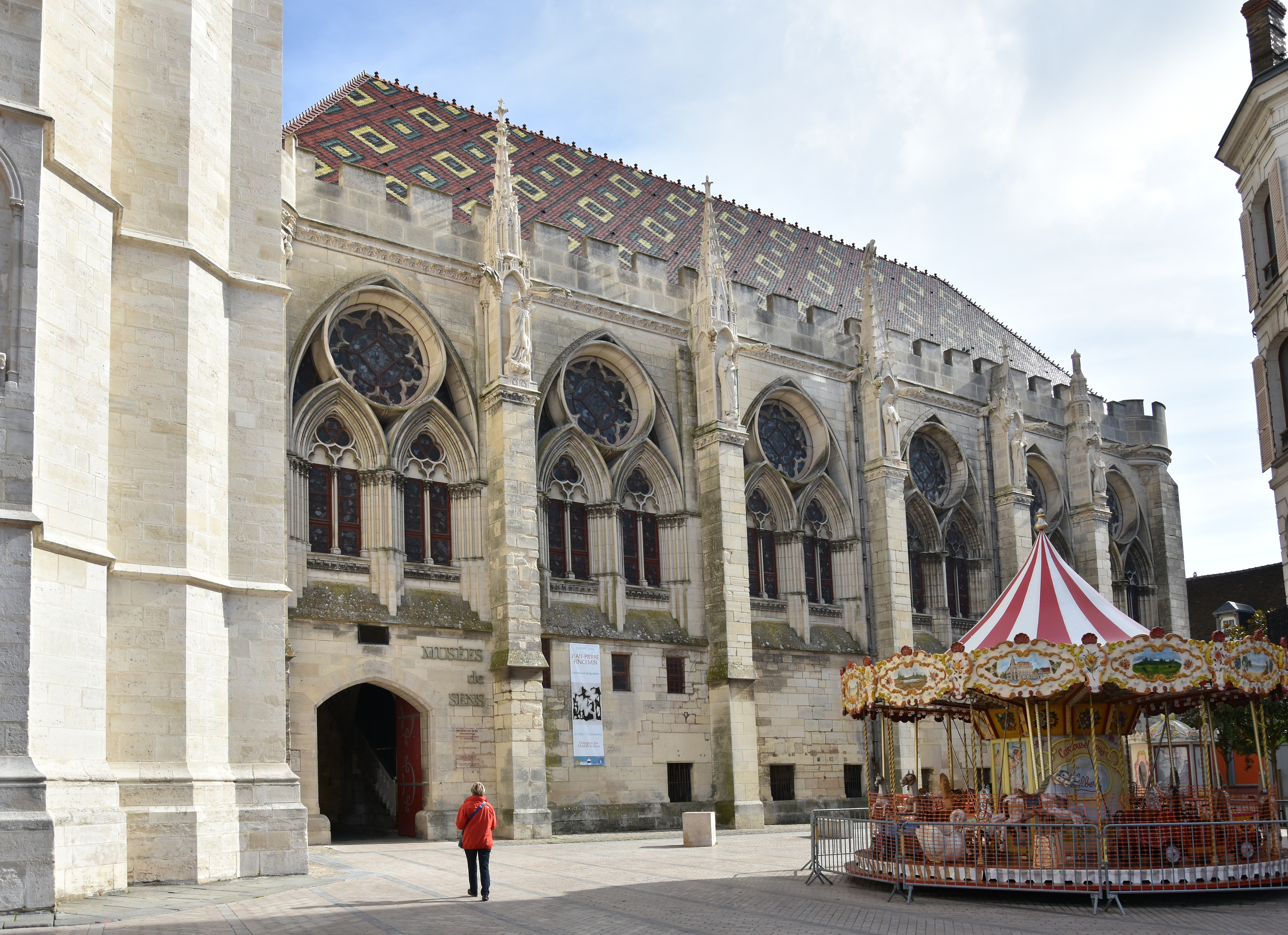
Het synodaal paleis te Sens
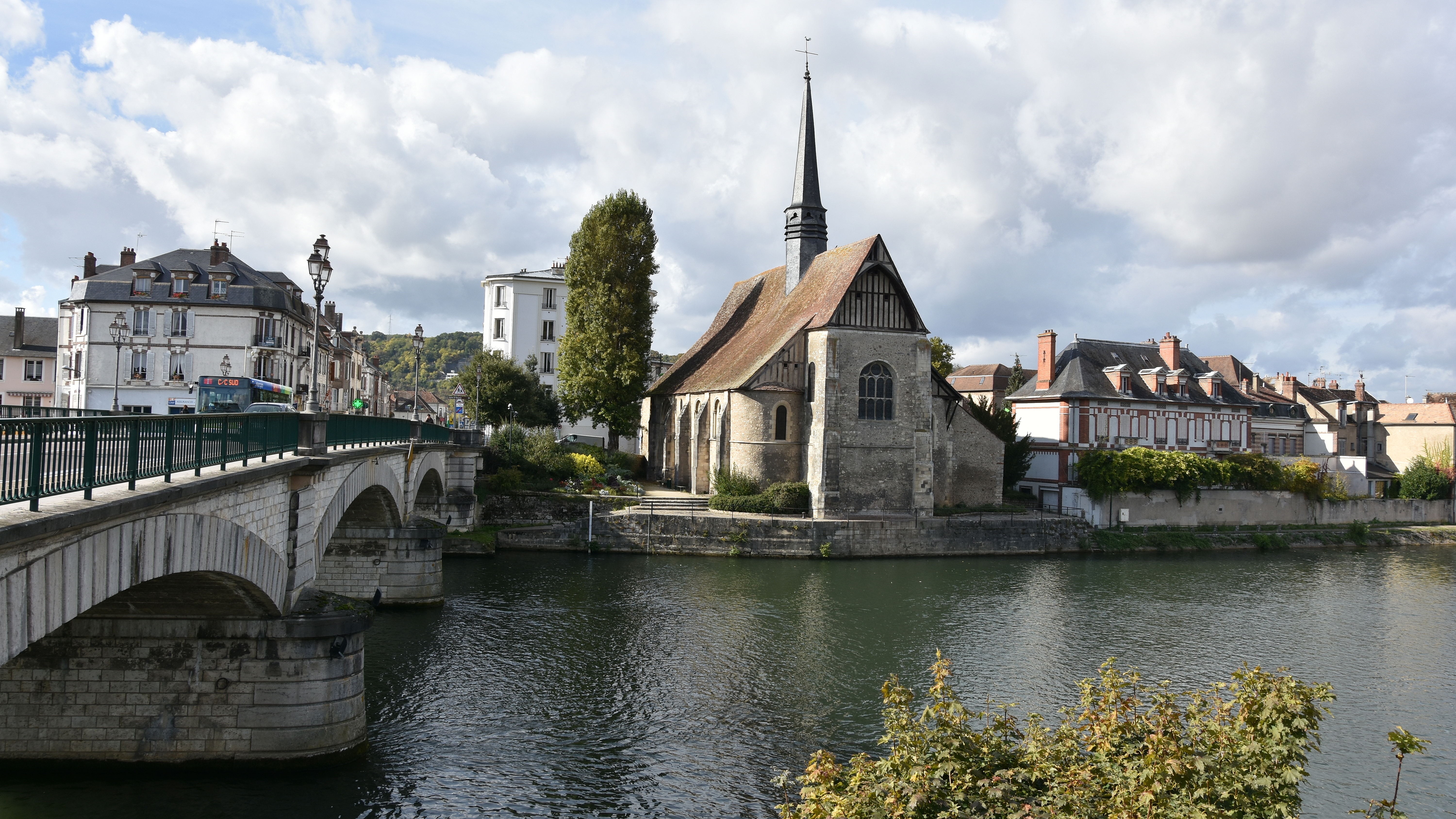
De katholieke kerk Saint-Maurice op het riviereiland Île d'Yonne in de Yonne

## Geografie
De oppervlakte van Sens bedroeg op 1 januari 2022 21,90 vierkante kilometer; de bevolkingsdichtheid was toen 1.245,4 inwoners per km². De Yonne stroomt door de gemeente. De Vanne mondt er uit in deze rivier.
De onderstaande kaart toont de ligging van Sens met de belangrijkste infrastructuur en aangrenzende gemeenten.

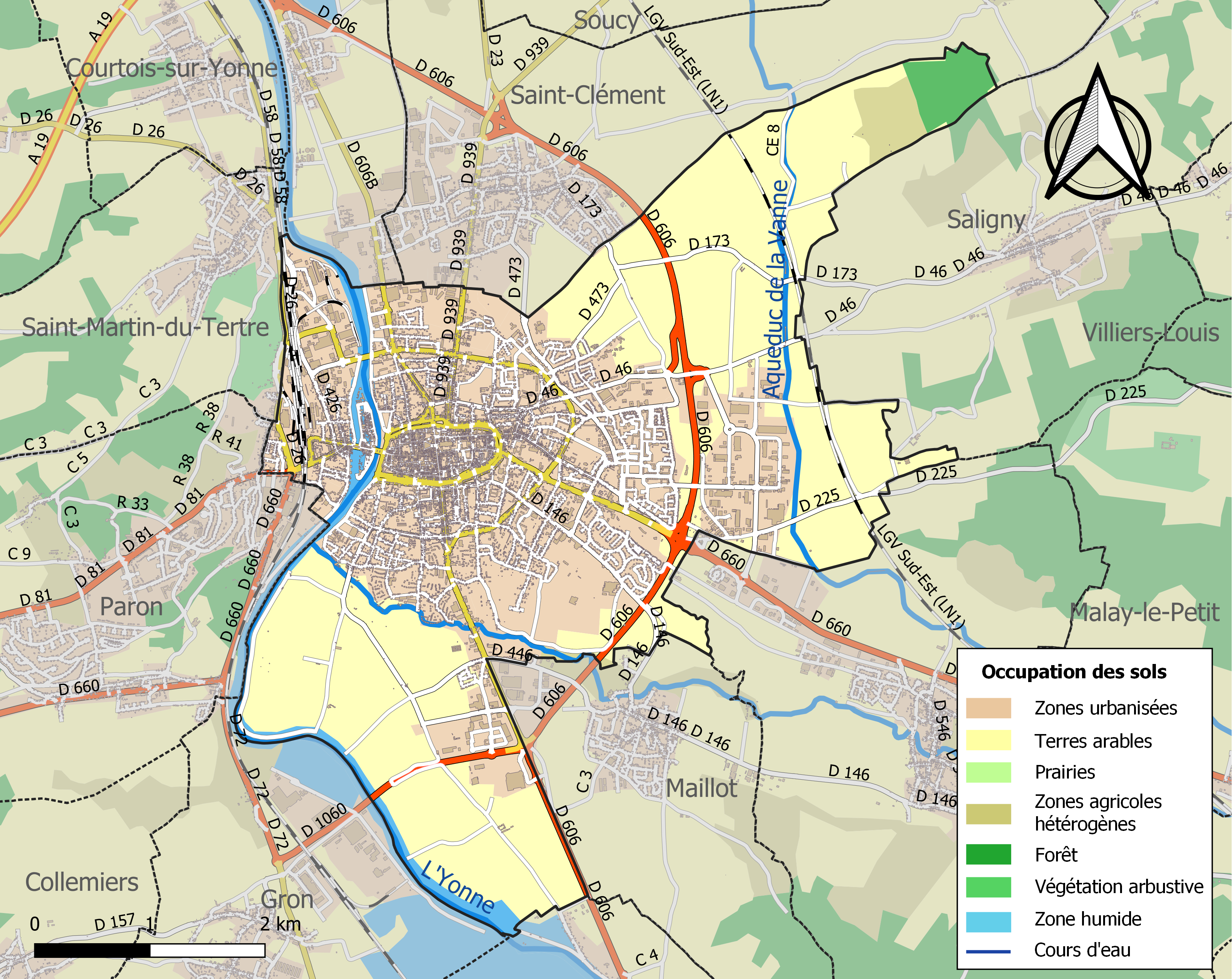

## Demografie
Onderstaande figuur toont het verloop van het inwoneraantal van Sens vanaf 1962.

Bron: Frans bureau voor statistiek. Cijfers inwoneraantal volgens de definitie population sans doubles comptes (zie de gehanteerde definities)

## Verkeer en vervoer
In de gemeente ligt spoorwegstation Sens.
De gemeente ligt aan de departementale wegen D72, D81, D606 en D660. De autosnelwegen A5, A6 en A19 liggen in de nabijheid van de stad.

## Stedenbanden
Sens is zusterstad van Senigallia in Italië, de plaats waar de Senonen zich na de plundering van Rome vestigden.

## Bekende inwoners van Sens

### Geboren
- Saturnin Fabre (1884-1961), acteur
- Bacary Sagna (1983), voetballer
- Clément Chantôme (1987), voetballer

### Overleden
- Lodewijk IV van Frankrijk (920-954), koning van West-Francië
- Odo IV van Bourgondië (1295-1350) hertog van Bourgondië
- Étienne Charles de Loménie de Brienne (1727-1794), geestelijke, politicus en minister van Financiën onder Lodewijk XVI
- Louis-Étienne Saint-Denis (1788-1856), lijfmammeluk van Napoleon Bonaparte